# Diphtherocome discibrunnea
Diphtherocome discibrunnea är en fjärilsart som beskrevs av Moore 1867. Diphtherocome discibrunnea ingår i släktet Diphtherocome och familjen nattflyn. Inga underarter finns listade i Catalogue of Life.